# チャンアンの景観関連遺産
チャンアンの景観関連遺産（チャンアンのけいかんかんれんいさん、ベトナム語：Quần thể danh thắng Tràng An / 群體名勝長安）は、ベトナムの世界遺産のひとつ。ニンビン省に残る先史時代の岩陰遺跡から古都ホアルー（ベトナム語：Hoa Lư / 華閭）に至る人類活動の痕跡、および紅河デルタ南部に発達したカルスト地形が作り出す自然美などが評価され、東南アジア初の複合遺産となった。

## 保護区
この世界遺産は点在する物件をまとめたシリアル・ノミネーション・サイトではなく、ひとかたまりの地域を文化的景観として登録したものである。ゆえに、その範囲内に存在する特徴的な要素に、構成資産としてのIDが割り振られているわけではないが、以下のような保護区が設定されている。

### 古都ホアルー
古都ホアルー（英語: Hoa Lu Ancient Capital, フランス語: Hoa Lu Ancienne Capitale）の遺跡は、面積314ヘクタール (ha）が1962年にベトナムの国家遺産に指定された。華閭は、ベトナム最初の独立王朝と位置づけられることもある丁朝（966年 - 980年）の都である。丁朝を建てた丁部領が華閭を選んだのは、元々根拠地であったことのほか、中国への臣従を選ぶ勢力の強かった場所を避けたこと、守りやすい土地であることなどがあった。丁部領は華閭に宮殿をはじめとする建物を築いたほか、厳格な規律を敷いた。ホアルーから出土している瓦の様式からは、マレー半島やチャンパ王国を経由したインド起源の様式が読み取れるとされている。丁朝と、続く前黎朝（980年 - 1009年）はいずれも短命だったが、都は華閭に置かれたままだった。その当時は内城 （Nội thành）と外城 （Ngoài thành）で300 ha の面積であったが、その城壁は残っておらず、他の建築要素も現存するものは限られる。
前黎朝を継いだ李朝・陳朝・後黎朝の都は昇龍に移り、続く阮朝の都は順化となった。こうしてホアルーは首都としての地位を喪失したが、13世紀から14世紀にはモンゴルや明の侵攻を食い止める軍事拠点として機能し、その後、16世紀から18世紀に寺院や防壁の再建や新造が行われた。ホアルーに残る2つの祠、すなわち丁部領を祀ったディン・ティエン・ホアン（ベトナム語：Đinh Tiên Hoàng / 丁先皇）祠と、前黎朝初代皇帝黎桓を祀ったレ・ダイ・ハイン（ベトナム語：Lê Đại Hành / 黎大行）祠にしても、現存するのは17世紀に再建されたものである。
「古都ホアルー」は2012年に周辺の景勝地（次節参照）とあわせ、特別国家遺産 （英語: Special national heritage, フランス語: Patrimoine national spécial）に指定された。

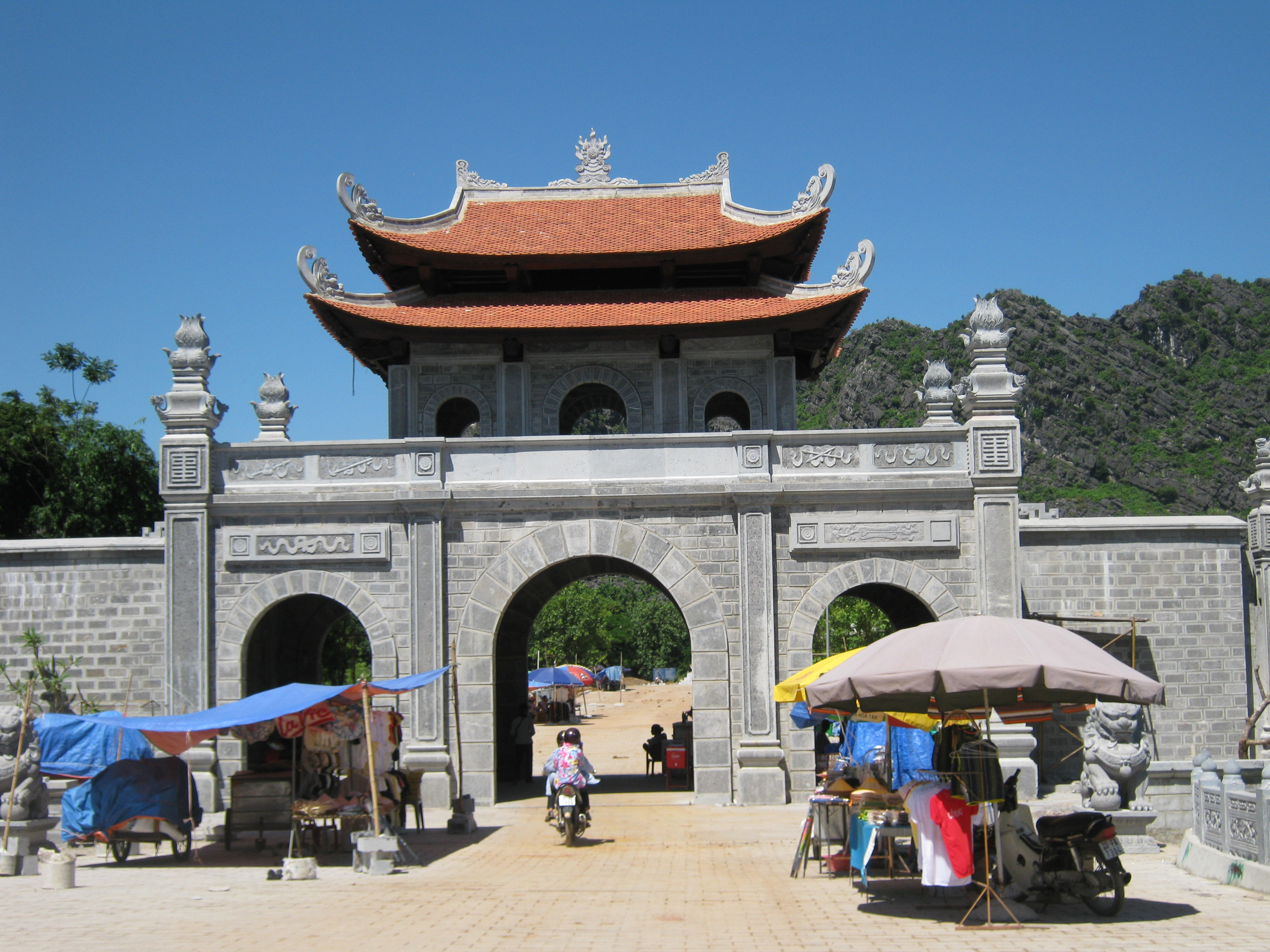
古都ホアルー
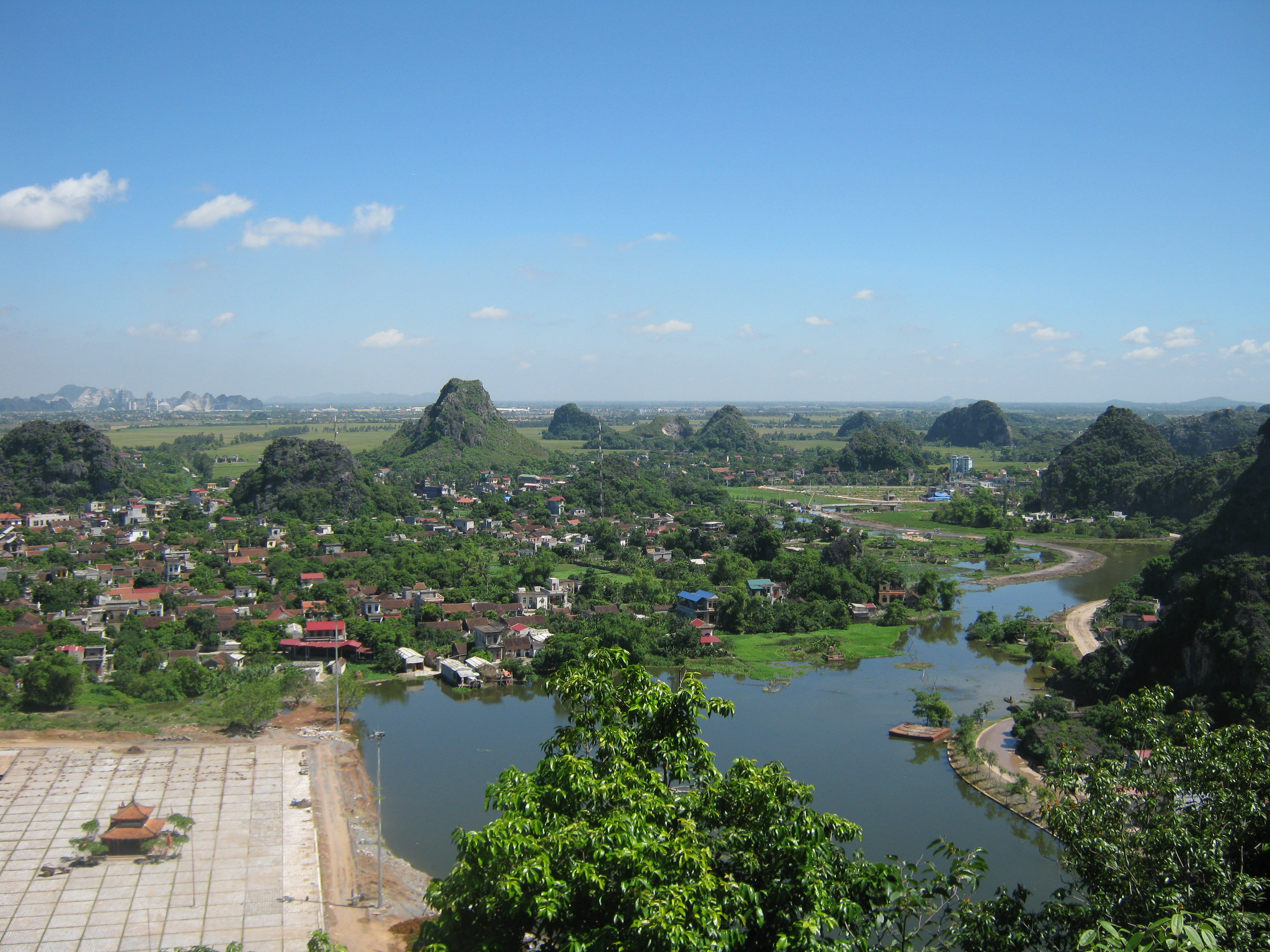
ホアルーとその周辺の景観
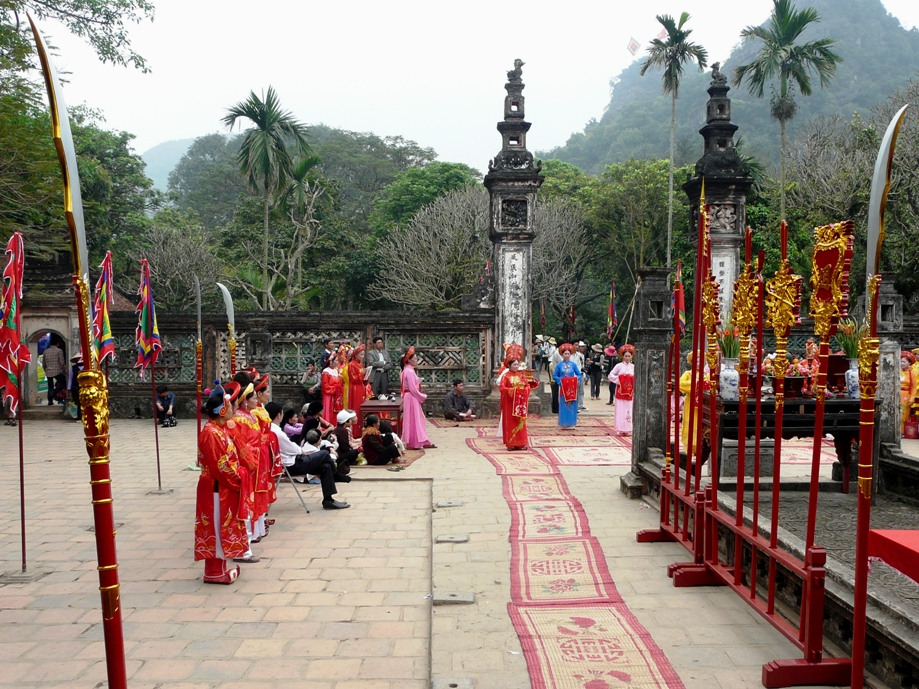
ホアルーで行われている祭りの様子
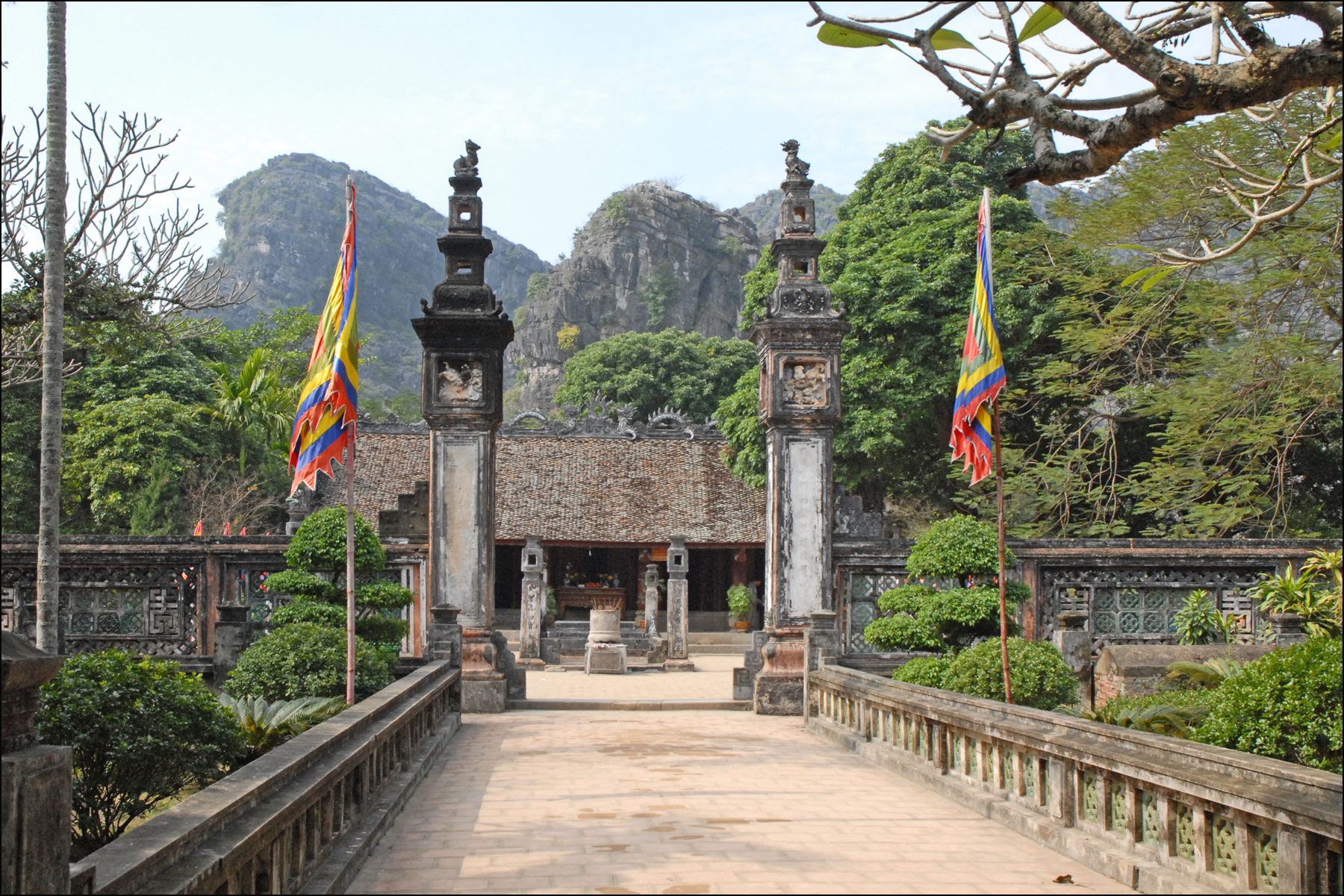
ディン・ティエン・ホアン祠
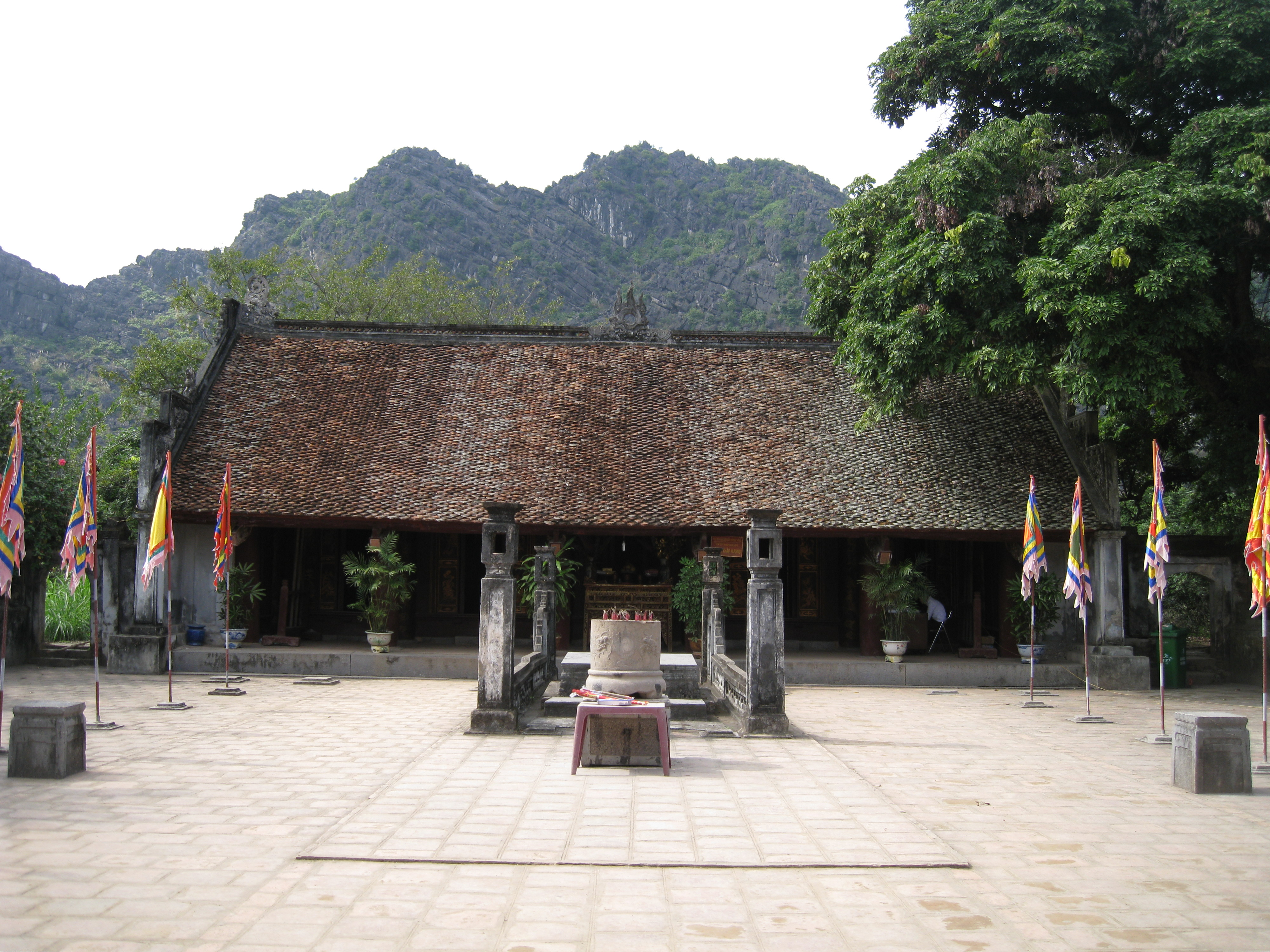
レ・ダイ・ハイン祠

### チャンアン＝タムコック＝ビックドン景勝地
「チャンアン＝タムコック＝ビックドン景勝地」（英語: Trang An-Tam Coc-Bich Dong Scenic Landscape, フランス語: Paysage panoramique de Trang An-Tam Coc-Bich Dong）は、タムコック＝ビックドン景勝地（350 ha、1994年指定）とチャンアン景勝地（2,133 ha、2011年設定）が、古都ホアルーとともに特別国家遺産に指定された2012年に、ひとつにまとめられたものである。
いずれもカルスト地形の景勝地である。ベトナムでは1994年にカルスト地形の景勝地として、「海の桂林」の異名をとるハロン湾が世界遺産リストに加えられている。それに対し、チャンアンやタムコックは「陸のハロン湾」の異名をとる景勝地であり、世界的に見ても最も新しい部類に属するとされるカルスト地形で、その形成時期は約2億4千万年前からと見積もられている。かつては海中にあった時期もあるものの、隆起した結果、現在のような景観になった。なお、「チャンアン（ベトナム語：Tràng An / 長安）」は、「長く安全の地」を意味する。
「3つの洞窟」を意味するタムコック（ベトナム語：Tam Cốc / 三谷）のボートツアーでは、その名の通り、3箇所の洞窟を舟がくぐり抜けることになる。そのツアー順路の近傍には、陳朝初代皇帝の太宗らが祀られているタイヴィー祠がある。
ビックドン（ベトナム語：Bích Động / 碧峝）は、タムコックよりも奥地に位置する洞窟寺院で、山中に向かって順に下寺（チュア・ハ）、中寺（チュア・チュン）、上寺（チュア・チュオン）が存在する。

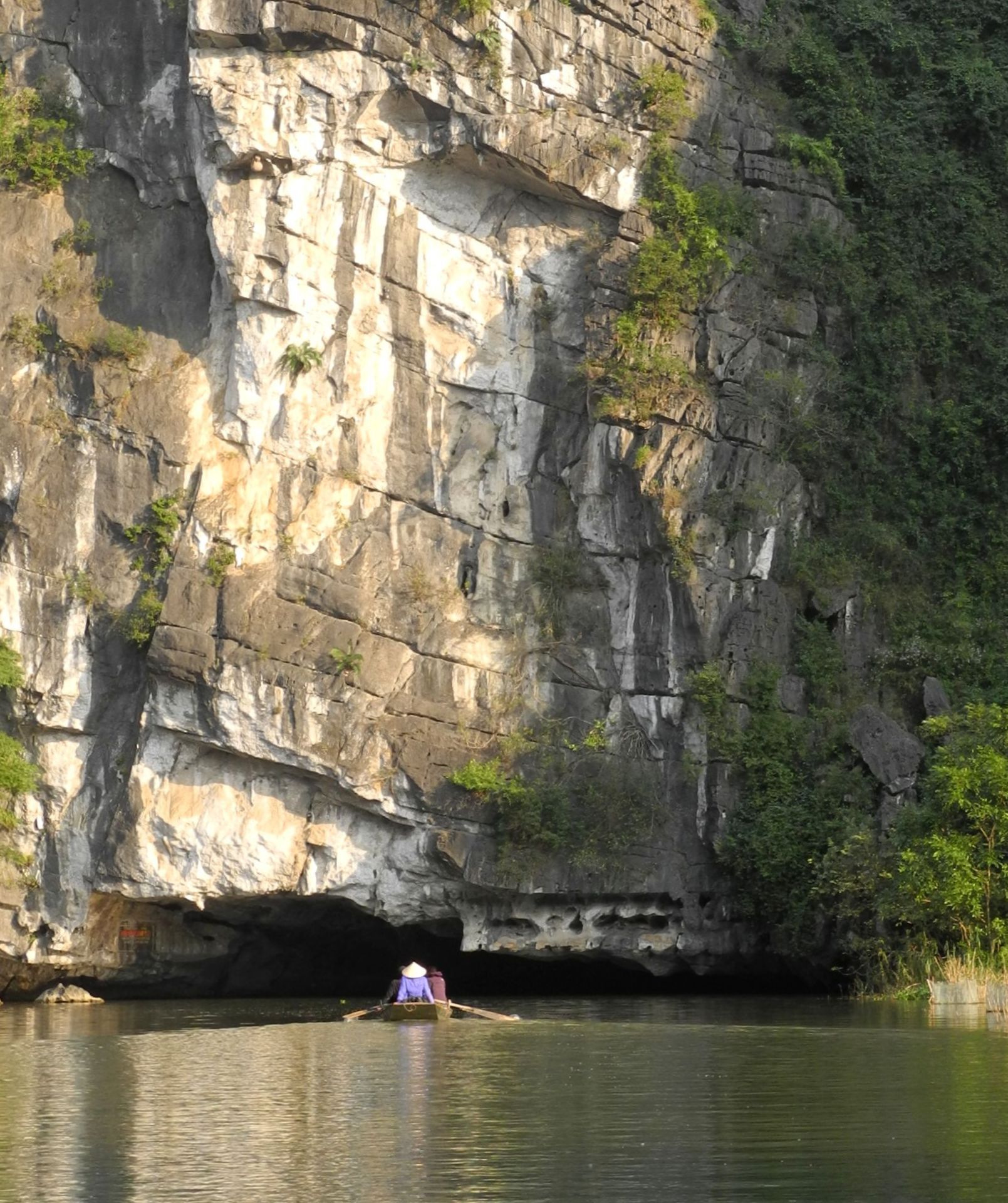
タムコックの洞窟に入る舟
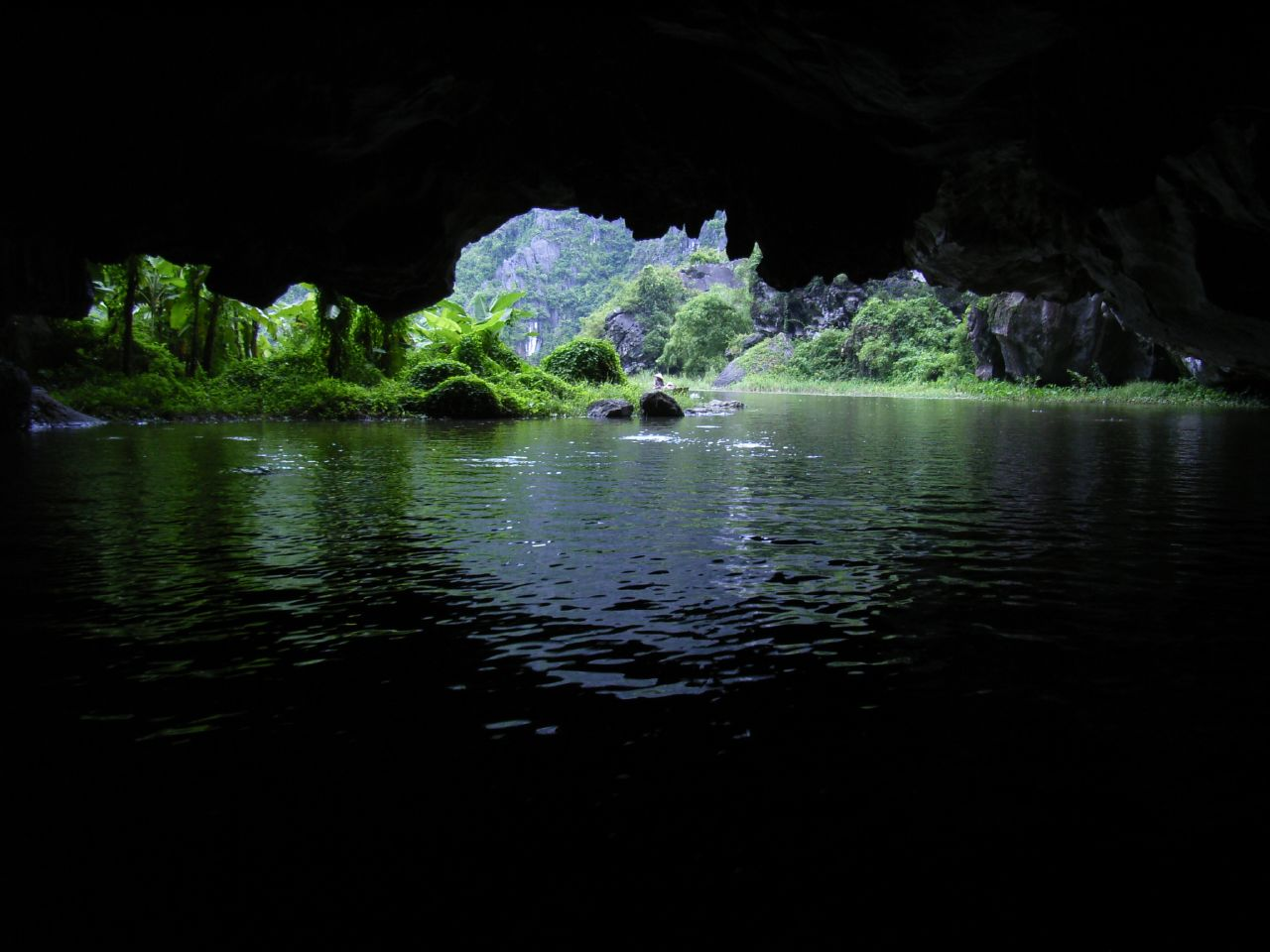
タムコックの洞窟内

### ホアルー特殊用途林
「ホアルー特殊用途林」（英語: Hoa Lu Special-Use Forest, フランス語: Forêt usage spécial de Hoa Lu）は、2005年に設定された、面積3,375 haの森林保護区である。この保護区は本来、生物多様性の保護などを目的に設定された自然保護区である。世界遺産として生物多様性は評価理由になっていないが、世界遺産の範囲内には絶滅危惧種のブレティオデンドロン・トンキネンセ（アオイ科）を含む500種以上の植物が見られ、動物相ではコウモリの多さなどに特色がある。
その一方、この保護区の本来の保護理由ではないが、保護区内には多くの洞窟があり、先史時代の遺跡が含まれる。一帯は更新世後期から完新世初期にかけて、海面上昇を含む様々な環境の変動の影響を受けてきた。そして、先史時代の紅河デルタ低湿地は居住に適さず、山間の高さ20メートルほどの洞窟が居住地になっていた。21世紀初頭の調査の結果、一帯での人類の生活痕跡は3万年前まで遡れることが明らかになっており、狩猟生活に使われた礫器や、調理に使われたと思われる火の痕跡が見つかっている。道具類の原料には当初玄武岩が使われたが、12,000年前あたりから石灰石も用いられている。

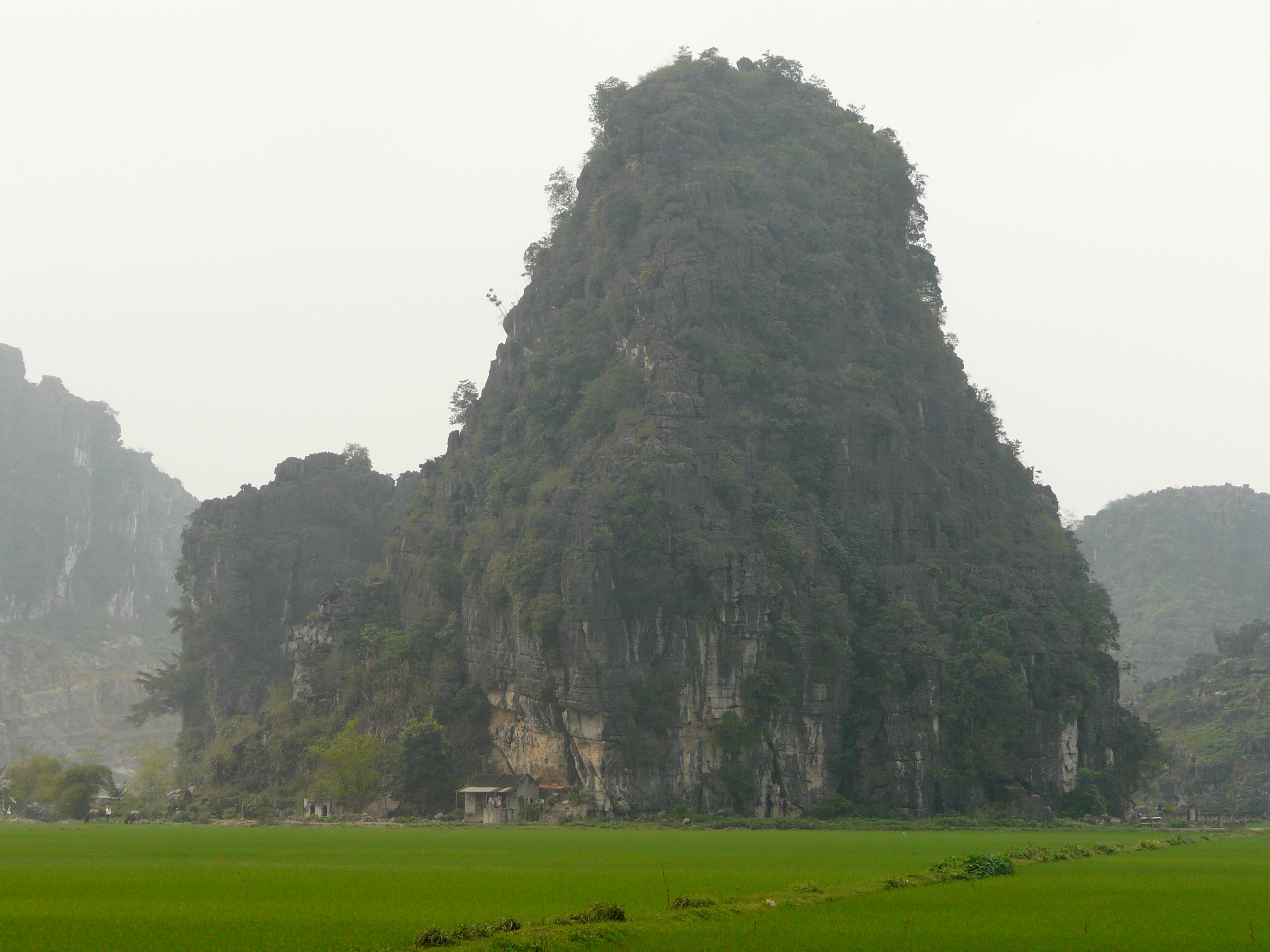
ホアルー近隣
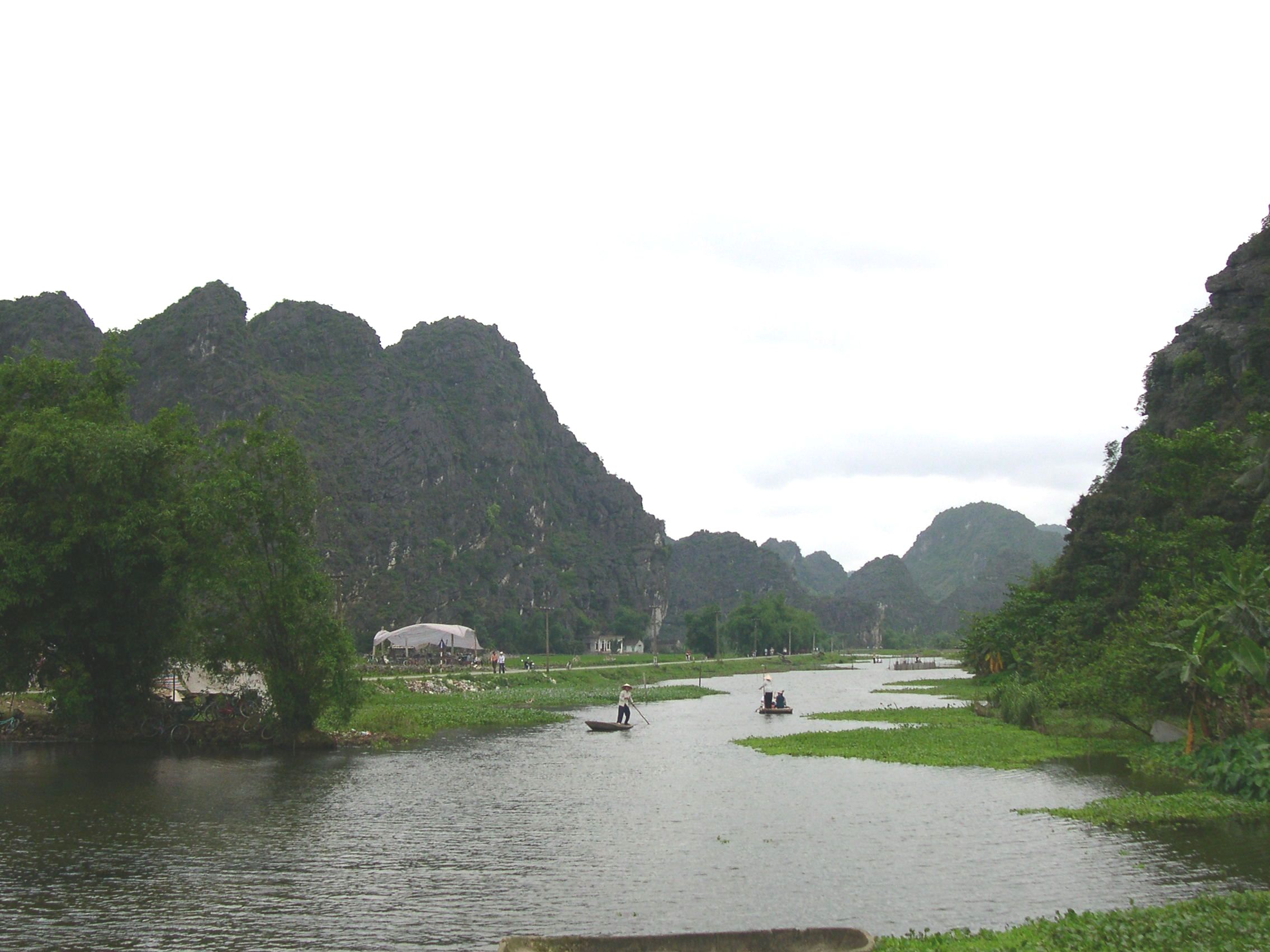
ホアルー周辺の景観

## 登録経緯
この物件が世界遺産の暫定リストに記載されたのは、2011年9月30日のことであり、2013年1月17日に正式推薦された。それを踏まえた世界遺産委員会の諮問機関の評価は、いずれも否定的なものだった。
文化遺産の諮問機関である国際記念物遺跡会議 (ICOMOS）は、文化遺産の要素として先史時代の遺跡、古都ホアルー、小村落群などが挙げられていながら、価値の証明と結び付けられているのが先史遺跡のみで、しかも、その証明自体が不十分とし、「登録延期」を勧告した。
自然遺産の諮問機関である国際自然保護連合 (IUCN）は、カルスト地形が示す地球生成の歴史と自然美について、いずれも潜在的に認められる可能性があるものの、範囲設定を再考の上で価値の証明を強化すべきとし、「登録延期」を勧告した。
それに対し、2014年の第38回世界遺産委員会では、委員国から好意的な意見が相次いだ。自然遺産の価値は認められたものとし、自然遺産として登録すべきとする意見、文化遺産としての価値も認められるとして、推薦通りに複合遺産として登録できるとする意見などがあり、中には推薦国も諮問機関も言及していなかった基準(10)（生物多様性）や、基準 (3)（消滅した文明などの証拠）を適用できるとする意見さえも出た。IUCNは、自然遺産としての価値証明さえも現時点で完了しているわけではない旨などをコメントしたが、「登録」に否定的な意見は「情報照会」を提案したコロンビアのみで、議論の結果、逆転での登録に至った。
ベトナムの世界遺産としては8件目で、ベトナム初の複合遺産というだけでなく、世界遺産センターの地域区分で言う「アジア」枠では、中国以外の国で初めての複合遺産登録となった。なお、これ以前のベトナムの自然遺産はハロン湾、フォンニャ＝ケバン国立公園の2件だが、それらもカルスト地形の特質が登録理由のひとつになっていた。

### 登録名
本物件の正式登録名は 英語: Trang An Landscape Complex および フランス語: Complexe paysager de Trang An である。その日本語名は以下のような揺れがある。
- チャン・アン複合景観 - 日本ユネスコ協会連盟[13]
- チャンアンの複合景観 - 月刊文化財[24]
- チャン・アンの景観関連遺産 - 世界遺産検定事務局[25]
- チャンアン景観遺産群 - 古田陽久・古田真美[14]
- チャンアンの景観群 - 東京文化財研究所[26]、ブリタニカ国際大百科事典[27]
- チャンアンの景観複合体 - 地球の歩き方[28]

## 登録基準
この世界遺産は世界遺産登録基準のうち、以下の条件を満たし、登録された（以下の基準は世界遺産センター公表の登録基準からの翻訳、引用である）。
- (5) ある文化（または複数の文化）を代表する伝統的集落、あるいは陸上ないし海上利用の際立った例。もしくは特に不可逆的な変化の中で存続が危ぶまれている人と環境の関わりあいの際立った例。

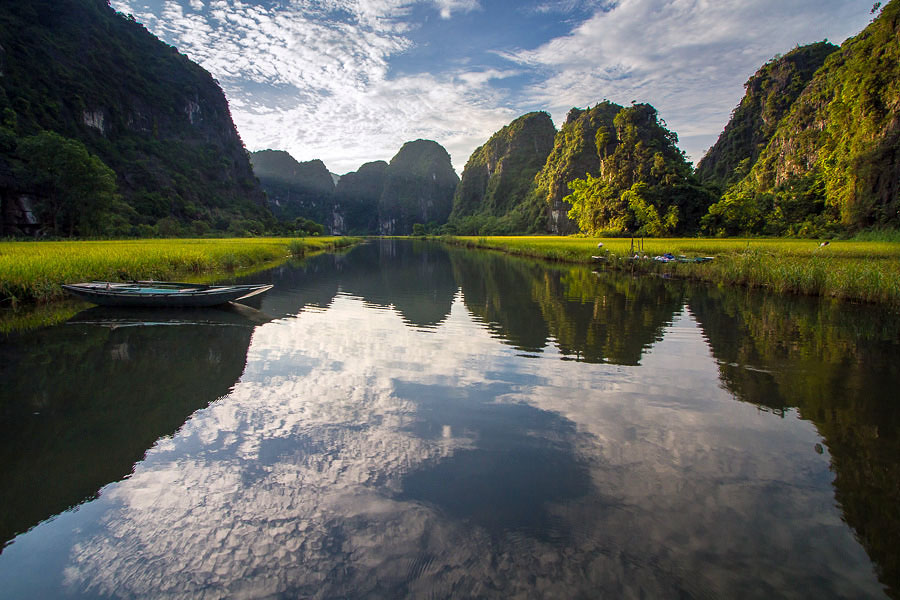
タムコックの色彩

  - 世界遺産委員会の決議では、この基準の適用理由について「初期人類が自然環境と相互に作用しあい、3万年以上に渡る気候的・地理的・環境的諸条件の大変動に順応してきた方途を示している」[29]ことに加え、「コンパクトな景観の中に、多様な時代・機能をカバーする多くの遺跡が存在している」[29]ことなどが挙げられている。

- (7) ひときわすぐれた自然美及び美的な重要性をもつ最高の自然現象または地域を含むもの。
  - 世界遺産委員会の決議では、カルスト地形そのものの美しさだけでなく、「深緑色の熱帯雨林、灰色の石灰岩と崖、青緑色の水と鮮やかな青天、さらには緑色や黄色の水田を含む人々の活動地域」[29]といった多様な色彩のコントラストや変化なども評価された。

- (8) 地球の歴史上の主要な段階を示す顕著な見本であるもの。これには生物の記録、地形の発達における重要な地学的進行過程、重要な地形的特性、自然地理的特性などが含まれる。
  - 世界遺産委員会の決議では、「チャンアンは、湿潤な熱帯環境における塔状カルスト景観の進化の最終段階を、地球規模で見ても例外的な様式でもって示す壮麗な地学的資産である」[29]等と説明されている。

## 軽微な変更
2016年の第40回世界遺産委員会で、登録範囲の「軽微な変更」が申請された。元々の登録範囲は6,172 haで、緩衝地域は6,079 haだったが、2014年に登録された時点で、登録範囲を再考すべきことが付帯決議に盛り込まれていた。「軽微な変更」はそれを踏まえたもので、緩衝地域のうち54 haを世界遺産登録範囲に繰り入れるものであった。この変更についてはICOMOSもIUCNも「承認」を勧告し、委員会審議でも変更が承認された。

## 観光
チャンアン一帯に訪れる観光客は2010年代半ばの時点で年間100万人におよび、2020年には200万人に達するという見通しもある。それに対応するような保護・管理計画が適切かどうかについて、世界遺産委員会では懸念も示されている。